# Hit Mania Dance Estate 1996
Hit Mania Dance Estate 1996 è una raccolta di 20 successi da ballare pubblicata su CD e MC durante l'Estate del 1996.
È la settima compilation della collana Hit Mania, la prima a essere mixata dal DJ Mauro Miclini.
La copertina è stata curata e progettata da Gorial.

## Tracce
1. Boris Dlugosch – Keep Pushin' – 3:13
2. Sandy B – Make The World Go Round – 2:45
3. Bob Marley – What Goes Around Comes Around – 3:20
4. Reel 2 Real – Are You Ready For Some More? – 3:39
5. The Presence – Forever On My Mind – 2:54
6. Lady Gee – The Games Is Over (remix) – 2:39
7. Ti.Pi.Cal. – Why Me? (feat. Josh) – 2:28
8. J.J. Brothers – I Got The Vibe (Shake It Shake It) (feat. Asher Senator) – 2:51
9. Gala – Freed from Desire – 3:27
10. The Outhere Brothers – Ole Ole – 2:55
11. Livin' Joy – Don't Stop Movin' – 3:00
12. Zoe S. – Keep On Jumpin' – 3:00
13. U.s.u.r.a. – In the Bush – 3:00
14. Antico – Moment – 3:00
15. R.A.F. By Picotto & Gigi D'Agostino – Angel's Symphony – 3:00
16. DJ Dado – Metropolis – 2:10
17. Flexter – Profondo Rosso – 2:46
18. Datura – Mantra – 2:34
19. 2 Fabiola – I'm On Fire – 3:38
20. Z 100 – Vyger – 3:00